# Царевщинское муниципальное образование
Царевщинское сельское поселение — муниципальное образование в составе Балтайского района Саратовской области.
Административный центр — село Царевщина. На территории поселения находятся 2 населённых пункта — 2 села.

## Населённые пункты
- село Царевщина — административный центр; Царевщина (Дмитриевское) основано в 1703 году как дворцовое село. В 1737 году принадлежало вотчине царевны Елизаветы Петровне. В 1742 году подарено барону Корфу.
- село Донгуз.